# トム・ロブソン
トーマス・ジェームズ・ロブソン（Thomas James Robson、1946年1月15日 - 2021年4月20日）は、アメリカ合衆国・ニューヨーク州ロチェスター出身の元プロ野球選手（内野手）・コーチ。
日本では現役時代は南海ホークスでプレーし、引退後は千葉ロッテマリーンズの打撃コーチを務めた。日米で監督を務めたボビー・バレンタインの右腕的存在としても有名。
メジャーリーガーのマイク・ムスタカスは甥にあたる。

## 経歴
ケイムバック高校・ユタ州立大学を経て、1967年のMLBドラフトでニューヨーク・メッツから50巡目指名され入団し、1972年のメキシカンリーグでのプレーも経て、1974年にはテキサス・レンジャーズに移籍。メジャーでのプレー歴は僅か2年のみであったが、マイナーでは堅実なバッティングで永年安定したアベレージを残し、通算184本塁打、665打点を記録。1974年はスポーケンで打率.322、41本塁打をマークし、1973年と同年には3AでMVPを獲得。1976年5月に南海へ移籍。スカウトを兼ねるドン・ブレイザーヘッドコーチが斡旋し期待されたが、腰痛などもあって好成績を残せず、この年限りで退団、引退。
1986年から1992年までレンジャーズのコーチを務め、1995年にレンジャーズコーチ時代の監督であったバレンタインがロッテ監督に就任すると同チームに招聘され、打撃コーチを務める。バレンタインは広岡達朗GMとの衝突などでわずか1シーズンで退団するがロブソンは翌1996年もコーチを務め、この年限りで退団。
帰国後、1997年から2000年までバレンタインが監督に就任したメッツに打撃コーチとして招聘され（2002年に復帰）、2003年はシンシナティ・レッズのコーチを務めた。
2004年、バレンタインが再びロッテの監督に就任すると同チームに打撃コーチとして招聘され、3度目の来日を果たす。2005年の31年ぶりの日本一にも大きく貢献した。翌2006年オフ、持病の悪化やチーム打撃成績不振の理由により退団、帰国する。当時ロッテのコーチだった高橋慶彦によると「李承燁は打撃コーチのトム・ロブソンにいじられてガタガタになっていた。腰が斜めの状態。「手を上に上げろ」と言われてバランスを崩し、韓国時代と別人のようなフォームになっていた。これでは前半戦.231、9本塁打の成績もうなづける。通訳を通して「自分でもわかるだろ？腰を水平にしてバットを振っていない」と話すと本人も納得している。ボビーやトムが見ていないところでバットを振らせ、本来の形を取り戻させようとした。」と述べている。
2021年、ロブソンは4月20日に自然死したとAP通信が発表した。75歳没。

## 詳細情報

### 年度別打撃成績
| 年 度   | 球 団   | 試 合 | 打 席 | 打 数 | 得 点 | 安 打 | 二 塁 打 | 三 塁 打 | 本 塁 打 | 塁 打 | 打 点 | 盗 塁 | 盗 塁 死 | 犠 打 | 犠 飛 | 四 球 | 敬 遠 | 死 球 | 三 振 | 併 殺 打 | 打 率 | 出 塁 率 | 長 打 率 | O P S |
| ------- | ------- | ----- | ----- | ----- | ----- | ----- | -------- | -------- | -------- | ----- | ----- | ----- | -------- | ----- | ----- | ----- | ----- | ----- | ----- | -------- | ----- | -------- | -------- | ----- |
| 1974    | TEX     | 6     | 17    | 13    | 2     | 3     | 1        | 0        | 0        | 4     | 2     | 0     | 0        | 0     | 0     | 4     | 0     | 0     | 3     | 1        | .231  | .412     | .308     | .719  |
| 1975    | TEX     | 17    | 37    | 35    | 3     | 7     | 0        | 0        | 0        | 7     | 2     | 0     | 0        | 0     | 1     | 1     | 0     | 0     | 3     | 2        | .200  | .216     | .200     | .416  |
| 1976    | 南海    | 37    | 117   | 110   | 7     | 23    | 1        | 0        | 3        | 33    | 9     | 0     | 0        | 0     | 0     | 6     | 0     | 1     | 20    | 5        | .209  | .256     | .300     | .556  |
| MLB:2年 | MLB:2年 | 23    | 54    | 48    | 5     | 10    | 1        | 0        | 0        | 11    | 4     | 0     | 0        | 0     | 1     | 5     | 0     | 0     | 6     | 3        | .208  | .278     | .229     | .507  |
| NPB:1年 | NPB:1年 | 37    | 117   | 110   | 7     | 23    | 1        | 0        | 3        | 33    | 9     | 0     | 0        | 0     | 0     | 6     | 0     | 1     | 20    | 5        | .209  | .256     | .300     | .556  |

### 背番号
- 38 （1974年 - 1975年）
- 24 （1976年）
- 81 （1995年 - 1996年）
- 82 （2004年 - 2006年）